# T・Mは絶対に
「T・Mは絶対に」（タイムマシンはぜったいに）は、藤子・F・不二雄（発表時は藤子不二雄名義）による日本の読み切り漫画作品。1976年（昭和51年）『S-Fマガジン』3月号に掲載された。ゴールデンコミックス『異色短編集』第1巻、愛蔵版『SF全短篇』第3巻や、『藤子・F・不二雄 SF短編PERFECT版』第3巻などのSF短編集に収録。

## あらすじ
H・G・ウェルズがタイムマシーンを小説に登場させてから100年以上が経過している。ウェルズの時代からタイムマシンの完成は不可能だと言われていたが、現代の技術的には可能だと言う。しかしタイムマシンは絶対に完成しない。果たしてその理由は……。

## 登場人物
主人公
髭も剃らず、かなり伸びたままである。以前は研究所に所属しており、確かな腕を持っていたが、タイムマシンを完成させるために研究所を辞めたようである。所長は今でも主人公の腕を惜しんでおり、元の地位や給料を保証するから戻ってきてほしいと訴える。しかし主人公は惨めな暮らしになりながらも、タイムマシンを完成させるためにこれを拒み、ついにそれを完成させたという。
友人
研究所時代からの主人公の友人だと思われる。主人公を研究所に戻そうとするが断られてしまう。友人はタイムマシンが完成しない宿命があると説くが、その理由は……。
主人公の妻
大人しそうで、惨めな生活によく耐えているように思えるが……。